# Třída Brandenburg (F123)
Třída Brandenburg (F123) je třída fregat německého námořnictva. Skládá se ze čtyř jednotek zařazených do služby v letech 1994–1996 jako náhrada za torpédoborce třídy Hamburg. Všechna plavidla této třídy jsou stále v aktivní službě.

## Stavba
Jednotky třídy Brandenburg:
| Jméno                         | Loděnice                     | Založení kýlu      | Spuštěna        | Vstup do služby    | Status  |
| ----------------------------- | ---------------------------- | ------------------ | --------------- | ------------------ | ------- |
| Brandenburg (F215)            | Blohm + Voss                 | 11. února 1992     | 28. srpna 1992  | 14. října 1994     | aktivní |
| Schleswig-Holstein (F216)     | Howaldtswerke-Deutsche Werft | 1. července 1993   | 8. června 1994  | 24. listopadu 1995 | aktivní |
| Bayern (F217)                 | Thyssen Nordseewerke         | 16. prosince 1993  | 30. června 1994 | 15. června 1996    | aktivní |
| Mecklenburg-Vorpommern (F218) | Bremer Vulkan                | 23. listopadu 1993 | 23. února 1995  | 6. prosince 1996   | aktivní |

## Konstrukce

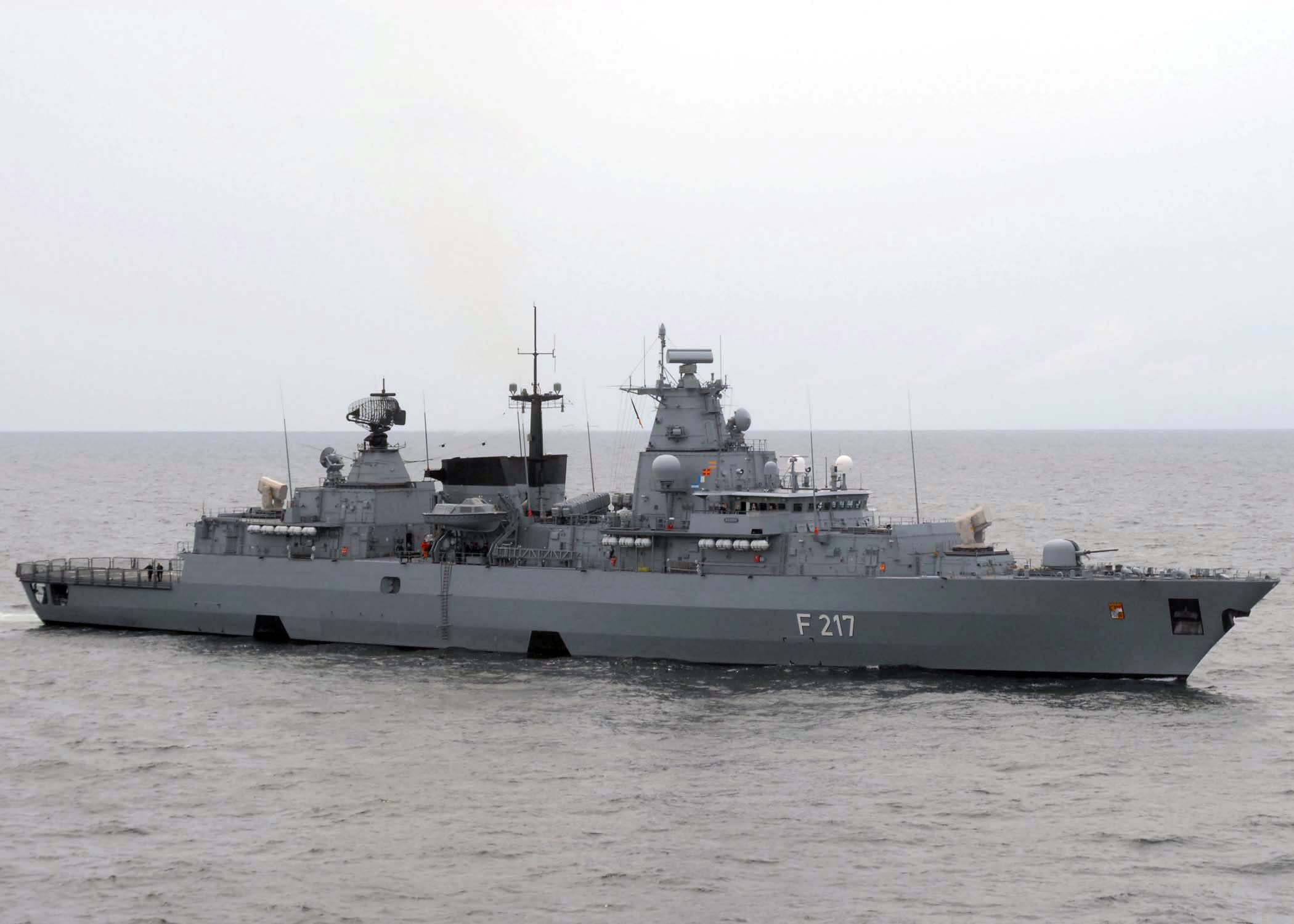
Bayern (F217)

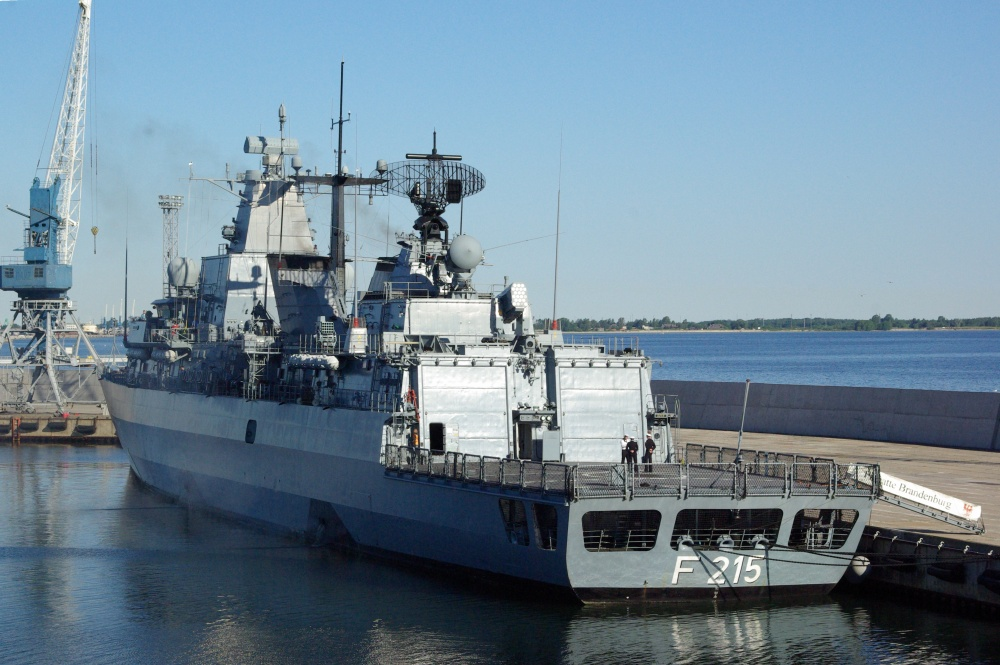
Brandenburg (F215)

Fregaty navržené německou loděnicí Blohm + Voss vychází z předchozí třídy Bremen a zrušeného nadnárodního projektu NFR-90 a zapracovávají zkušenosti získané během loděnice na vývoji série MEKO 200. Ve vertikálním vypouštěcím silu MK 41 je instalováno 16 protiletadlových řízených střel RIM-7 Sea Sparrow. K obraně proti protilodním střelám jsou neseny dva raketové komplety RIM-116 Rolling Airframe Missile (RAM). Fregaty dále nesou čtyři protilodní střely MM.38 Exocet. Hlavňovou výzbroj představuje jeden 76mm kanón OTO Melara a dva 20mm kanóny Rheinmetall Rh 202. Dále jsou vybaveny čtyřmi 324mm torpédomety určenými k vypouštění protiponorkových torpéd. V hangáru mohou být umístěny dva vrtulníky typu AgustaWestland Sea Lynx, které mohou nést protiponorková torpéda, hlubinné pumy či protilodní střely Sea Skua.
Pohonný systém je typu CODOG. Lodě mají dvě plynové turbíny General Electric LM2500 a dva diesely MTU ZOV956 TB92. Lodní šrouby jsou rovněž dva. Dosahují rychlosti až 29 uzlů. Dosah lodí je 4000 námořních mil při ekonomické rychlosti 18 uzlů (na dieselový pohon). Konstrukce lodí je řešena modulárně a jejich designu jsou použity prvky technologie stealth.

### Modernizace
V roce 2005 získala firma Thales objednávku na modernizaci zbraňových systémů všech fregat tříd Bremen a Brandenburg s předpokládaným dokončením v roce 2011.
Společnost Saab získala roku 2021 zakázku na modernizaci elektroniky fregat. Uskuteční se v letech 2021–2030. Fregaty mimo jiné získají bojový řídící systém Saab 9LV, radary Sea Giraffe 4A a Sea Giraffe 1X a systém řízení palby Ceros 200.

## Operační nasazení

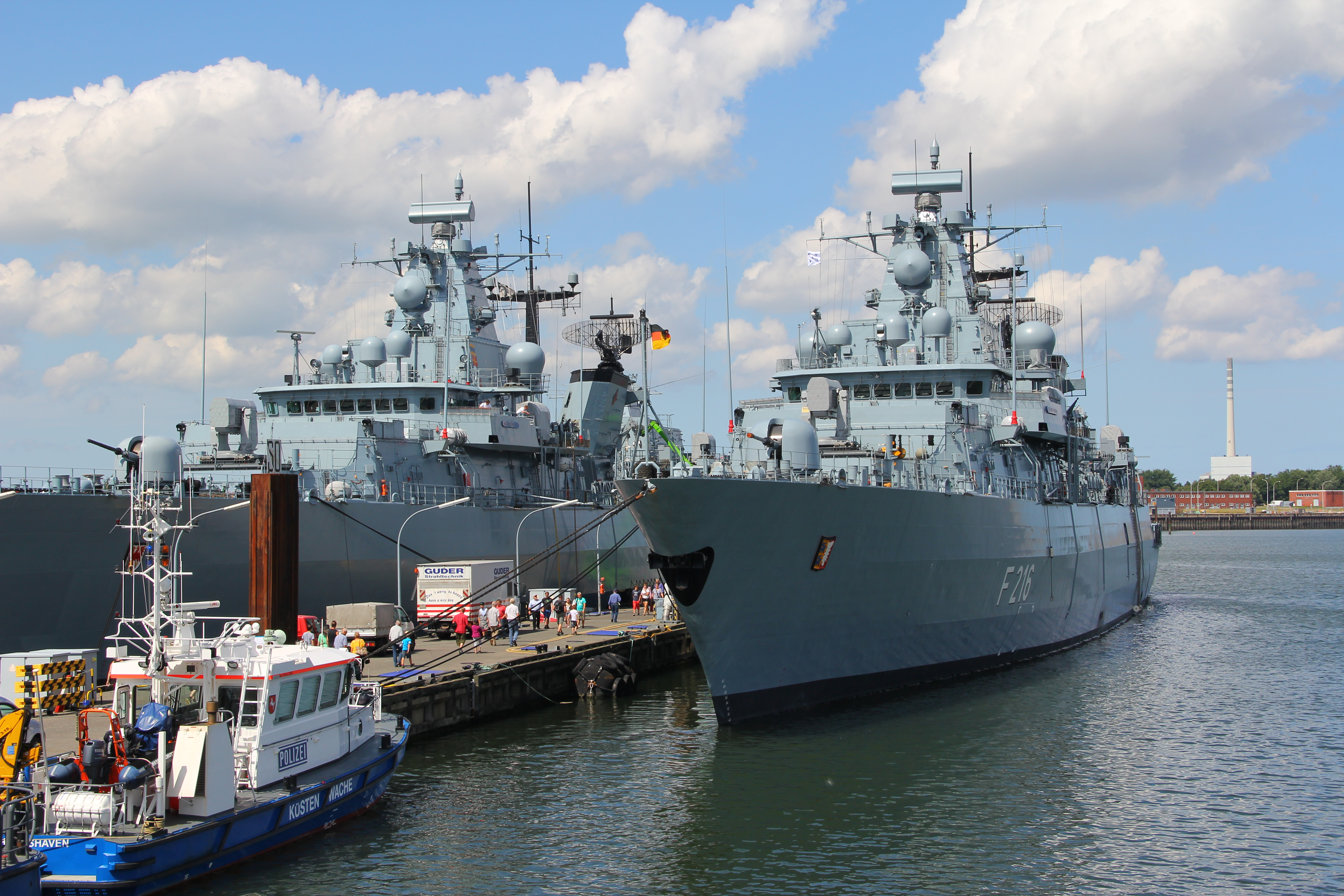
Brandenburg (F215) a Schleswig-Holstein (F216)

Třída Brandenburg patří k lodím, nasazeným do operací proti pirátským útokům u břehů Somálska včetně unijní operace Atalanta. Kromě fregaty Karlsruhe třídy Bremen sem byla odeslána též fregata Mecklenburg-Vorpommern třídy Brandenburg. Společně zachránily například egyptskou loď Wabi al-Arab. Fregata Mecklenburg-Vorpommern dále 28. listopadu 2008 v ománském zálivu zahnala kulometnou palbou dva pirátské rychlé čluny blížící se k německé pasažérské lodi MS Astor. Její vrtulník rovněž zachránil tři námořníky z liberijského tankeru MV Biscaglia, kteří po úspěšném pirátském útoku na svou loď raději skočili do moře.